# Jim Davis (caricaturist)
James Robert Davis (n. 28 iulie 1945, Marion⁠(d), Indiana, SUA) este un caricaturist american, scriitor de televiziune, producător de televiziune, scenarist și producător de film. El este cel mai bine cunoscut ca creatorul benzilor desenate Garfield. Davis a scris și co-scris toate programele speciale Garfield TV pentru CBS, difuzate inițial între 1982 și 1991. De asemenea, a produs Garfield & Friends, un serial care a fost difuzat și pe CBS din 1988 până în 1994. Davis a fost scriitor și producător executiv pentru o serie de lungmetraje despre Garfield, precum și producător executiv pentru serialele TV de animație The Garfield Show și Garfield Originals.